# Restrepiella ophiocephala
Restrepiella ophiocephala é uma espécie de orquídea (Orchidaceae) encontrada desde a Florida até a Colômbia.